# Juan Bernabé Palomino

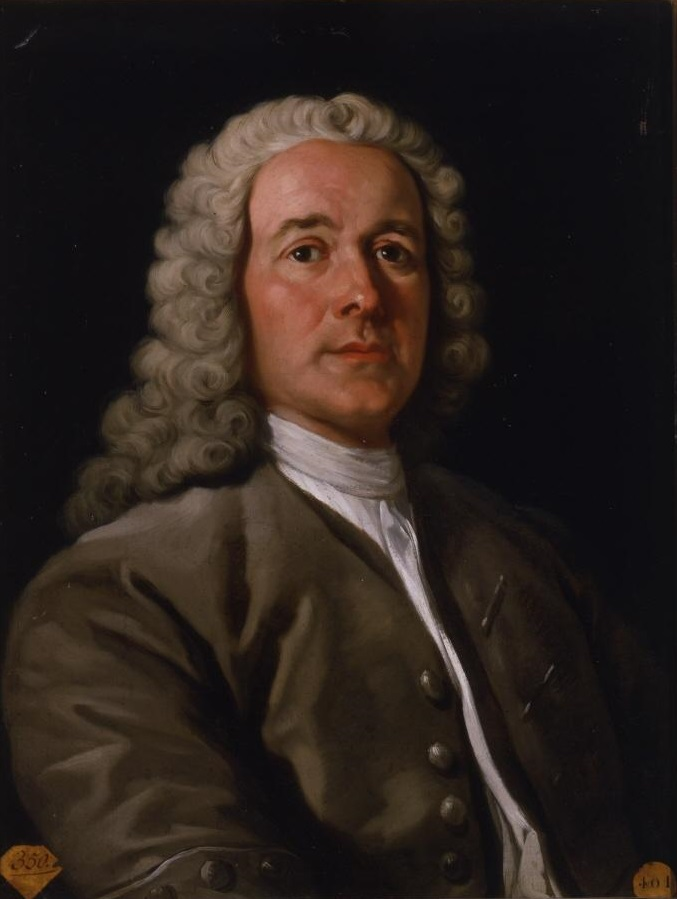
Retrato de Juan Bernabé Palomino, por Antonio González Ruiz. 1741. (Real Academia de Bellas Artes de San Fernando, Madrid).

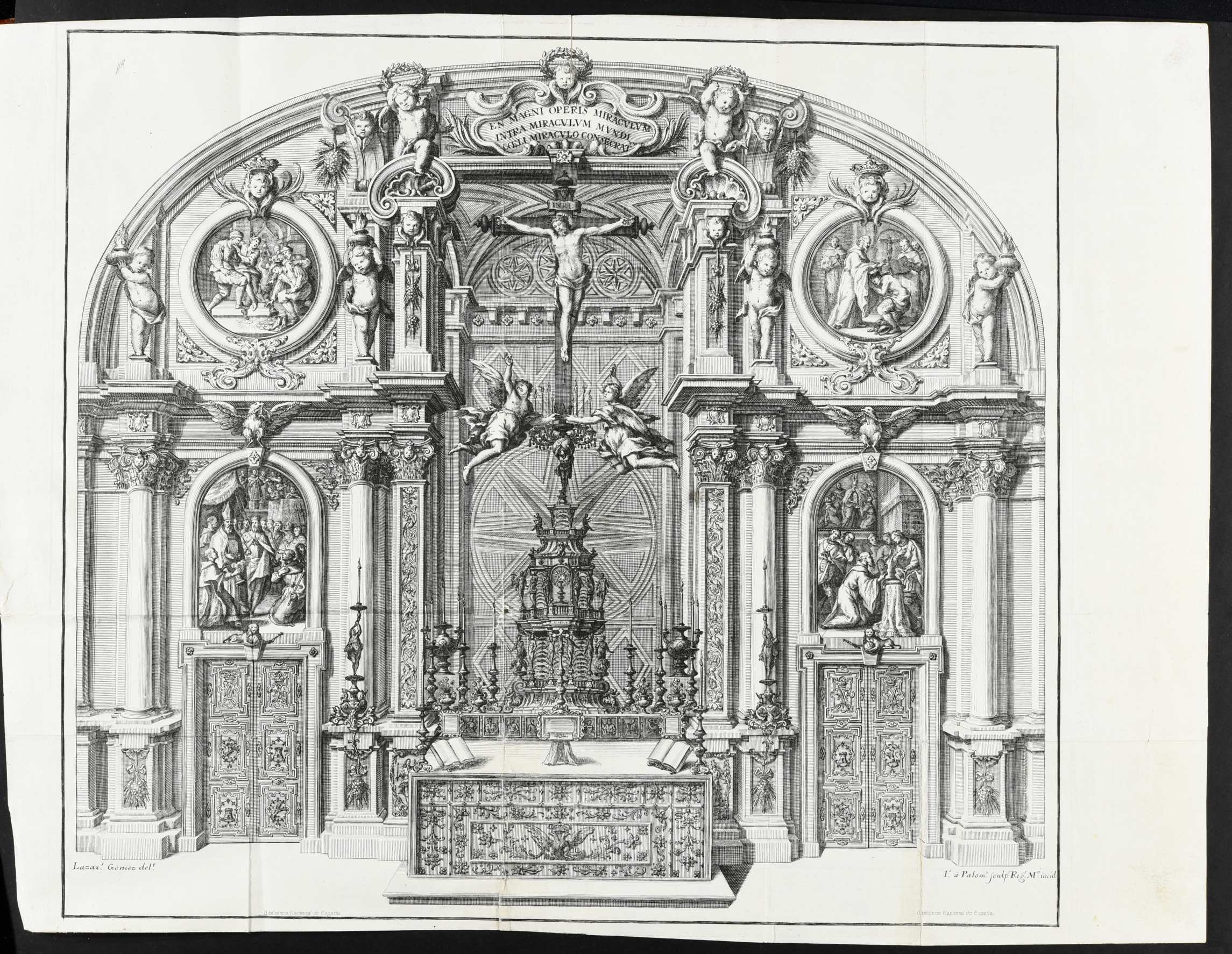
Retablo de la Sagrada Forma en la Sacristía del Monasterio de El Escorial, 1764, ilustración para la obra del padre Francisco de los Santos, Descripción del Real Monasterio de San Lorenzo del Escorial.

Juan Bernabé Palomino y Fernández de la Vega (Córdoba, 1692-Madrid, 1777) fue un grabador español.

## Biografía
Hijo de un platero cordobés y sobrino de Antonio Palomino, quedó huérfano con once años y trabajó en el comercio de lino antes de dedicarse al grabado. La llegada de su tío a Córdoba para trabajar en la catedral lo animó a seguir la carrera del dibujo, en la que se había iniciado en el entorno familiar. La primera estampa fechada que se le conoce, el retrato de la madre Juana de la Encarnación con el que salió ilustrada la Passión de Christo comunicada por admirable beneficio a la Madre Juana de la Encarnación del jesuita Luis Ignacio de Ceballos (Madrid, 1720), lleva su firma como grabador y la de un Fernando Palomino, del que no se tiene otra noticia, pero sin duda familiar, como autor del dibujo. En Madrid trabajó en el taller de su tío, reproduciendo en estampa algunas de sus invenciones y dibujos y encargándose de las láminas del segundo tomo del Museo pictórico y escala óptica, aparecido en 1724, y del retrato de Felipe V por pintura de su tío publicado en 1726 en el Diccionario de la Academia Española.
Según Ceán Bermúdez retornó a Córdoba tras la muerte del tío, en 1726, perfeccionándose en el grabado a buril sin haber recibido otra enseñanza que la adquirida en la atenta observación de las obras de otros maestros, que imitaba cuidadosamente.
Lo cierto es que no dejó de trabajar en la ilustración de libros y ya en 1727 apareció el retrato de Alonso Rodríguez en el Exercicio de perfección, editado en Sevilla, y un año después el del doctor Martín Martínez incorporado al frente de su Anatomía completa del hombre por dibujo de Valero Iriarte. En 1752 fue elegido primer director de grabado en dulce de la Real Academia de Bellas Artes de San Fernando, cargo que desempeñó hasta su muerte. Las enseñanzas comenzaron un año más tarde y en su propia casa, con tres alumnos pensionados por la Academia y seleccionados por él: Hermenegildo Víctor Ugarte, José Murguía y Juan Minguet.
También ostentó el título de Grabador de Cámara. El inventario de sus bienes, realizado con ocasión de su segundo matrimonio, celebrado en Madrid en 1767, pone de manifiesto la fortuna que llegó a alcanzar con su trabajo. Se mencionan en él, además, algunas pinturas de su mano, una actividad de la que no quedan más testimonios que un par de cabezas de apóstol pintadas al pastel y sobre papel conservadas en la Real Academia de Bellas Artes de San Fernando, junto con un desnudo masculino en escorzo de las mismas características y algunas academias dibujadas a lápiz rojo.
Como grabador se dedicó tanto a las estampas sueltas de devoción, muy abundantes en su producción, como a los retratos, entre ellos el de Isabel de Farnesio, y la reproducción de obras de pintura y escultura, entre las que Ceán cita, por especialmente acertadas, las del San Bruno de Manuel Pereira en la portada de la hospedería que tenía en Madrid la cartuja de Miraflores, la del Milagro de San Isidro pintado por Carreño para su capilla en la iglesia de San Andrés, destruido en 1936, y el San Pedro en prisiones de Roelas, además de colaborar con libreros e impresores en la ilustración de libros. 
Su hijo, Juan Fernando Palomino, continuó el oficio paterno y su hija casó con el pintor Antonio González Ruiz.